# Pompe à bras de pompier
Pour les articles homonymes, voir Pompe (homonymie).

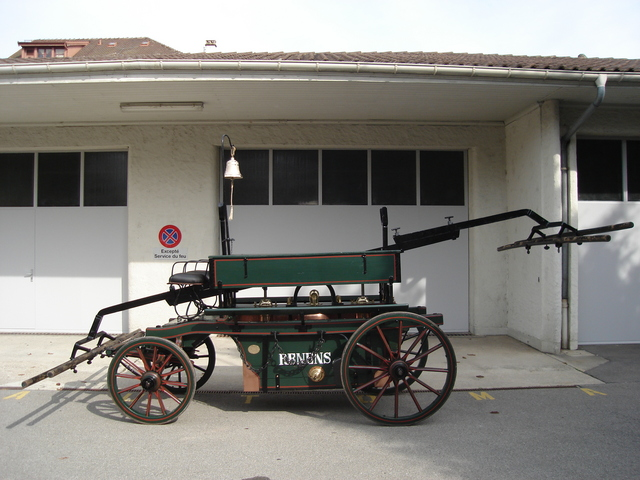
Pompe à bras de la ville de Renens datant de 1871, restaurée en 2006.

La pompe à bras de pompier est un cas particulier de pompe à bras qui a été utilisée dans la lutte contre l'incendie. Apparues au début du XVIIe siècle, ces pompes à incendie sont basées sur la pompe aspirante et refoulante mise au point par Ctésibios d'Alexandrie au IIIe siècle avant Jésus-Christ.
Le principe en est simple : un balancier permet d'actionner un ou deux pistons à la force de l'homme. Ces pistons poussent l'eau dans une cloche de pression de laquelle part(ent) une ou plusieurs sorties permettant la connexion d'une conduite de refoulement. Les pompes à bras étaient hippo-attelées ou tirées par les pompiers. Le terme pompier provient de l'escouade des hommes responsables de la pompe.

## Histoire

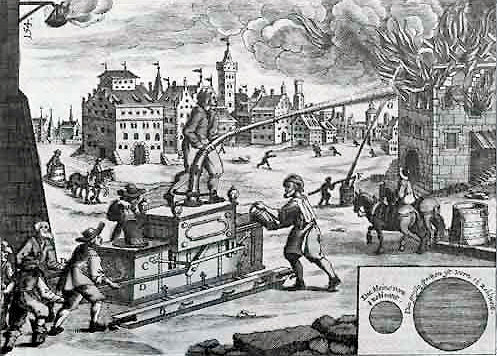
Utilisation d'une pompe à incendie au XVIIe siècle.

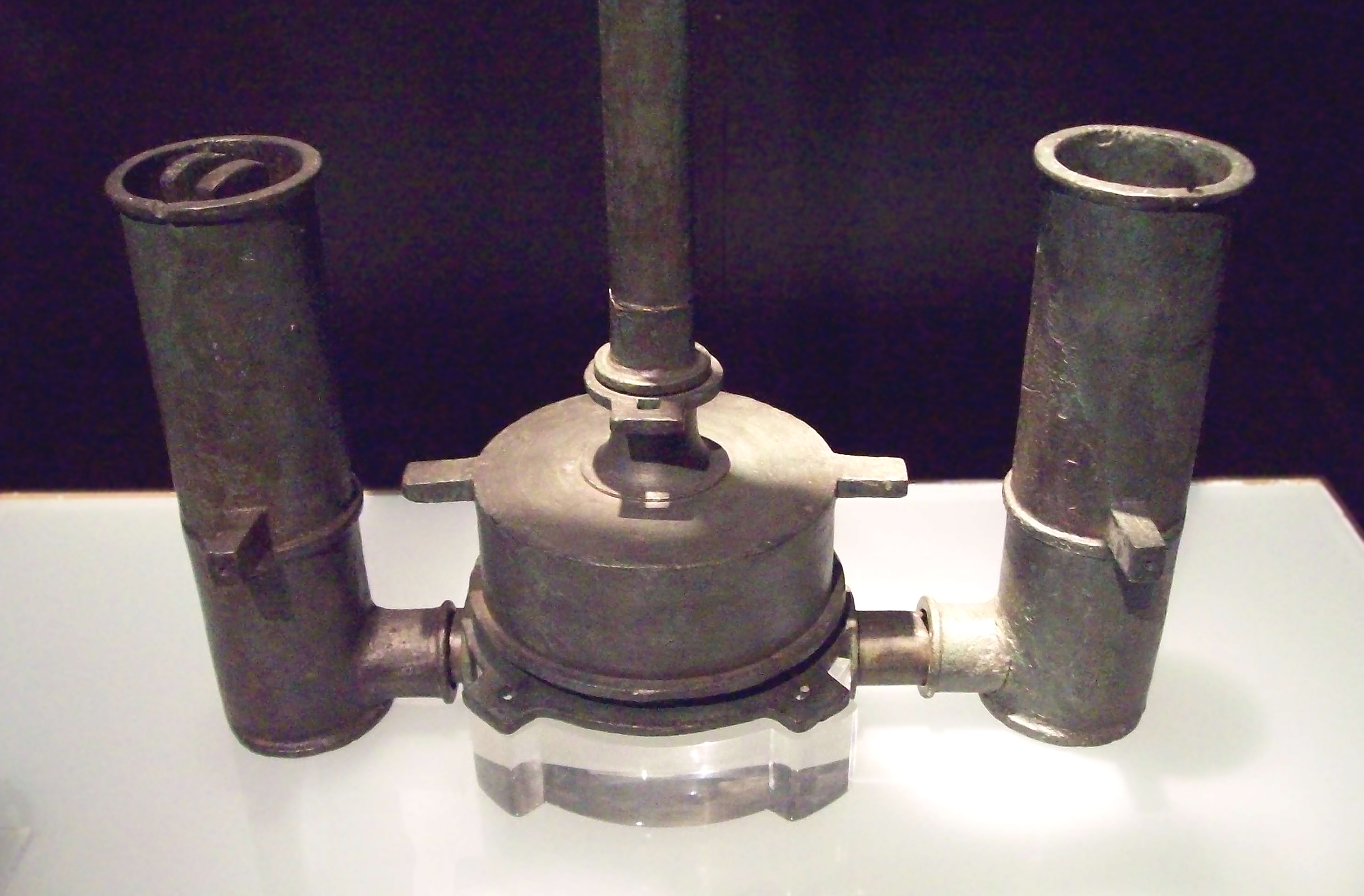
Pompe hydraulique romaine en fonte. Ier siècle à IIe siècle. Mine de Sotiel Coronada, Calañas, Espagne.

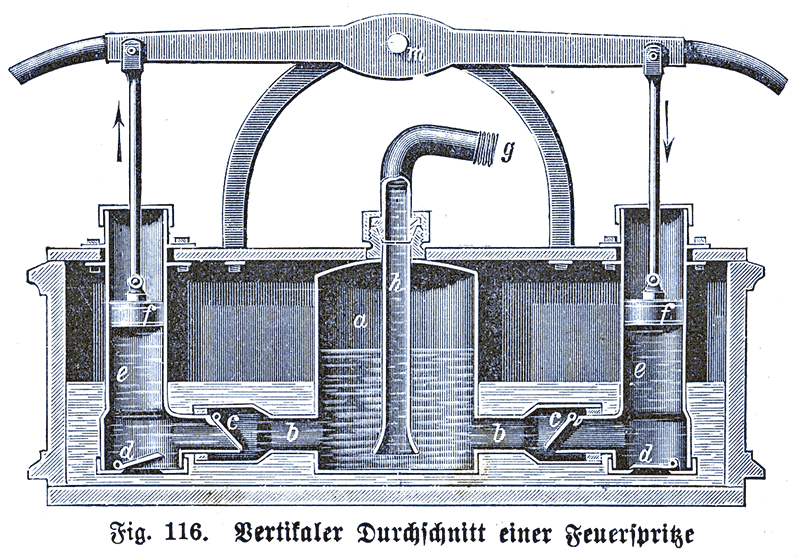
Principe.

Le principe des pompes à bras était déjà exploité dans les mines par les Romains pour réaliser l'exhaure et découle des recherches menées par Ctésibios au IIIe siècle av. J.-C. à Alexandrie.
Avant le XVIIe siècle, les pompiers portaient eux-mêmes leurs pompes jusqu'au lieu de leur sinistre. La première pompe à bras française est créée par le comédien François Dumouriez du Perrier vers 1705, inspirée du modèle hollandais par Jan van der Heyden en 1672.

## Types de pompes

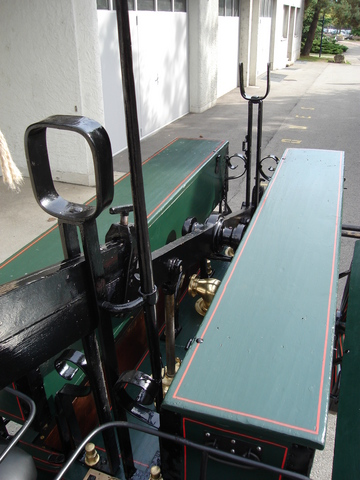
Détail de la pompe à bras de la ville de Renens : il s'agit d'une pompe aspirante et refoulante.

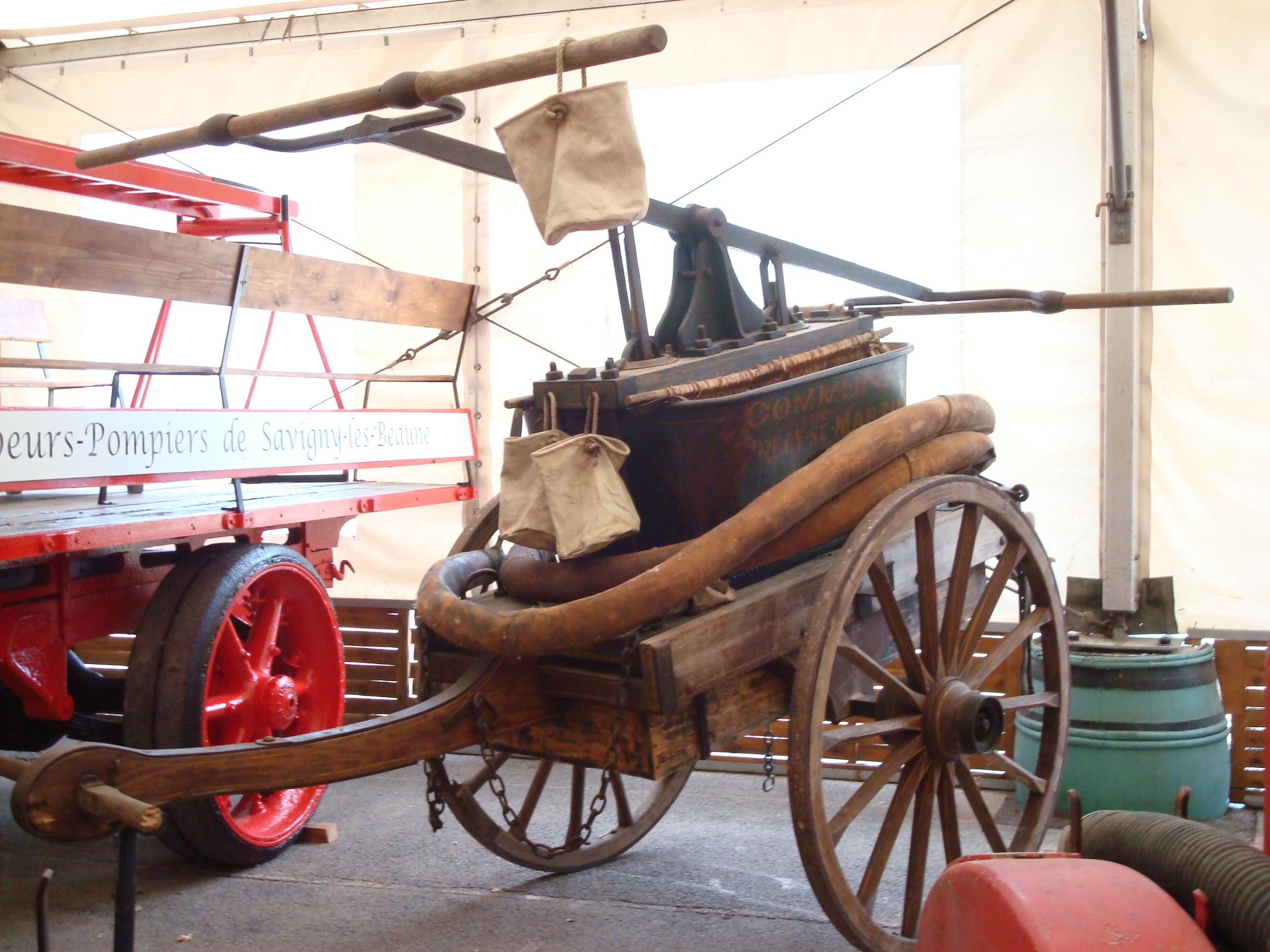
Pompe à bras au musée des véhicules de pompiers du château de Savigny-lès-Beaune.

Plusieurs types existent :
– les pompes refoulantes ;
– les pompes aspirantes et refoulantes.

### Les pompes à bras refoulantes
La bâche (cuve contenant l'eau d'extinction) est remplie par des seaux. L'action du balancier permet juste de refouler l'eau dans la cloche de pression, puis dans la conduite de refoulement. Les plus anciennes pompes existantes sont de ce type. Elles n'avaient pas une grande efficacité, du fait que le personnel nécessaire était grand suivant la distance séparant l'emplacement de la pompe à bras et le point d'eau.

### Les pompes à bras aspirantes et refoulantes
L'action du balancier est double : la montée permet d'aspirer de l'eau d'extinction qui est directement refoulée (lorsque le balancier redescend) dans la cloche de pression puis dans la conduite de refoulement (pour l'extinction). L'effectif de ce genre d'engin était relativement grand : il y devait avoir deux équipes de « batteurs » (les hommes du feu responsables d'actionner le balancier) afin de pouvoir relever les hommes après une ou deux minutes de « battage. »

## Illustrations

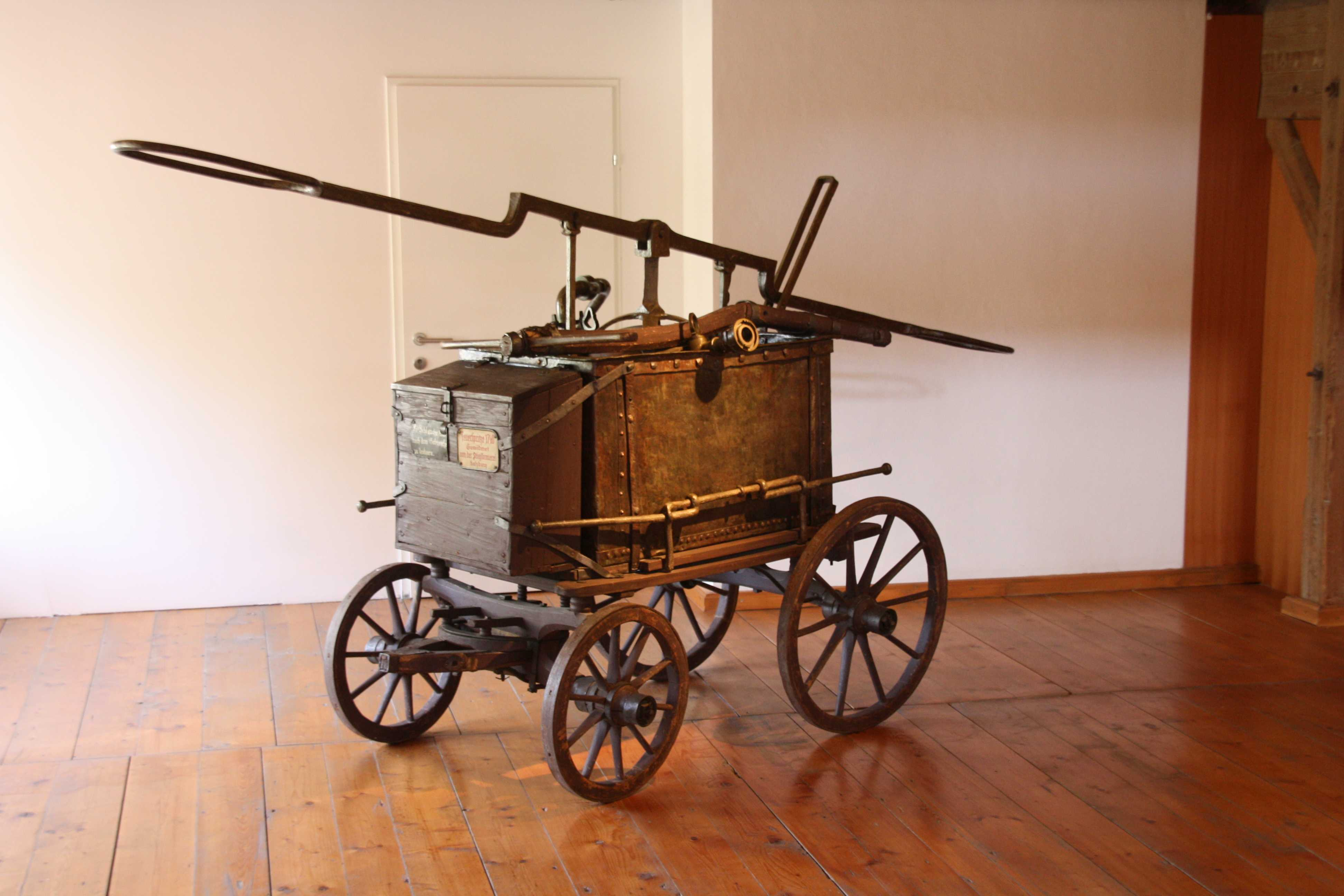
Pompe à bras, 1740 - Musée Stieglbrauerei, Salzbourg.
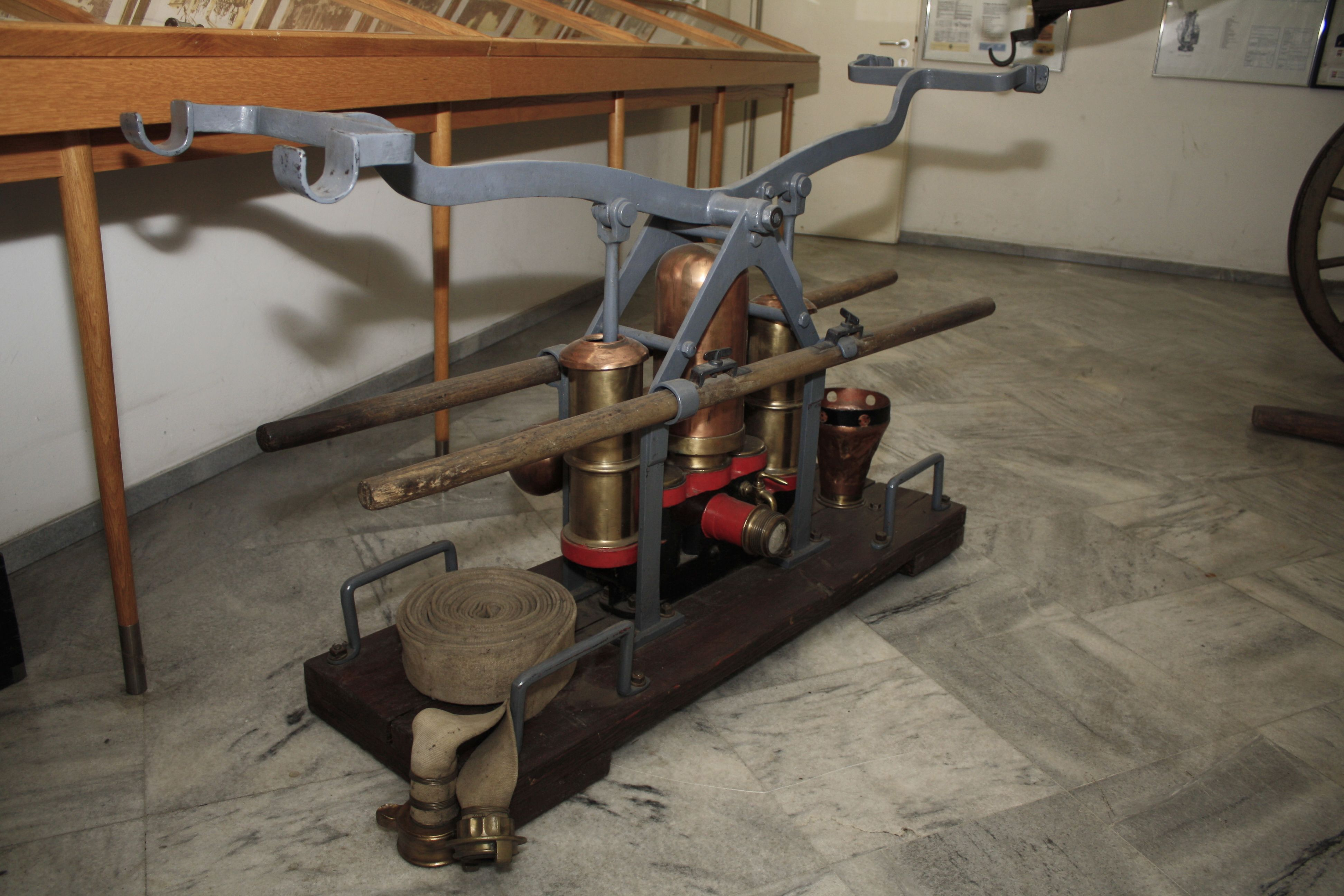
Hydrophore, 1900.
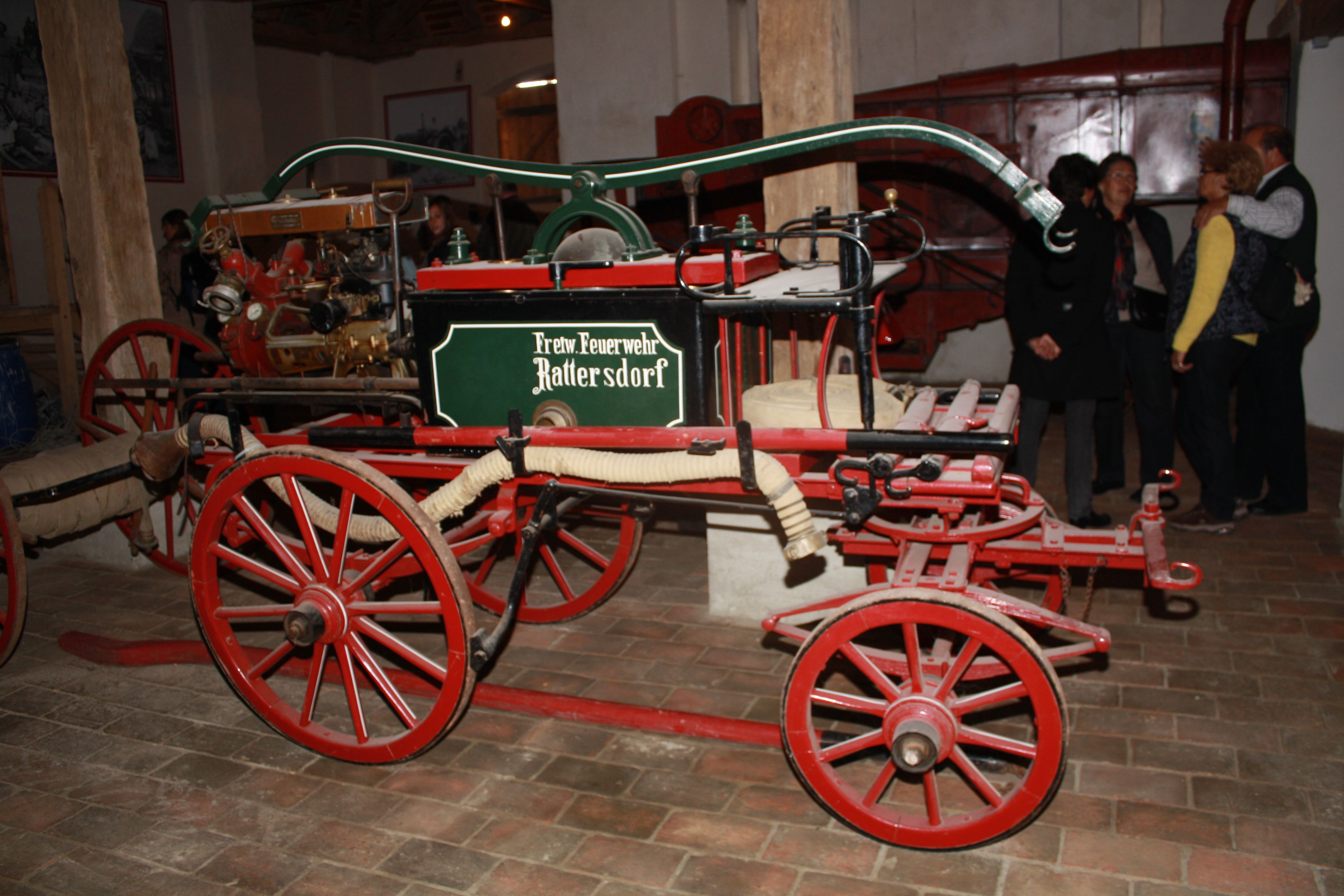
Hydrophore, 1894.
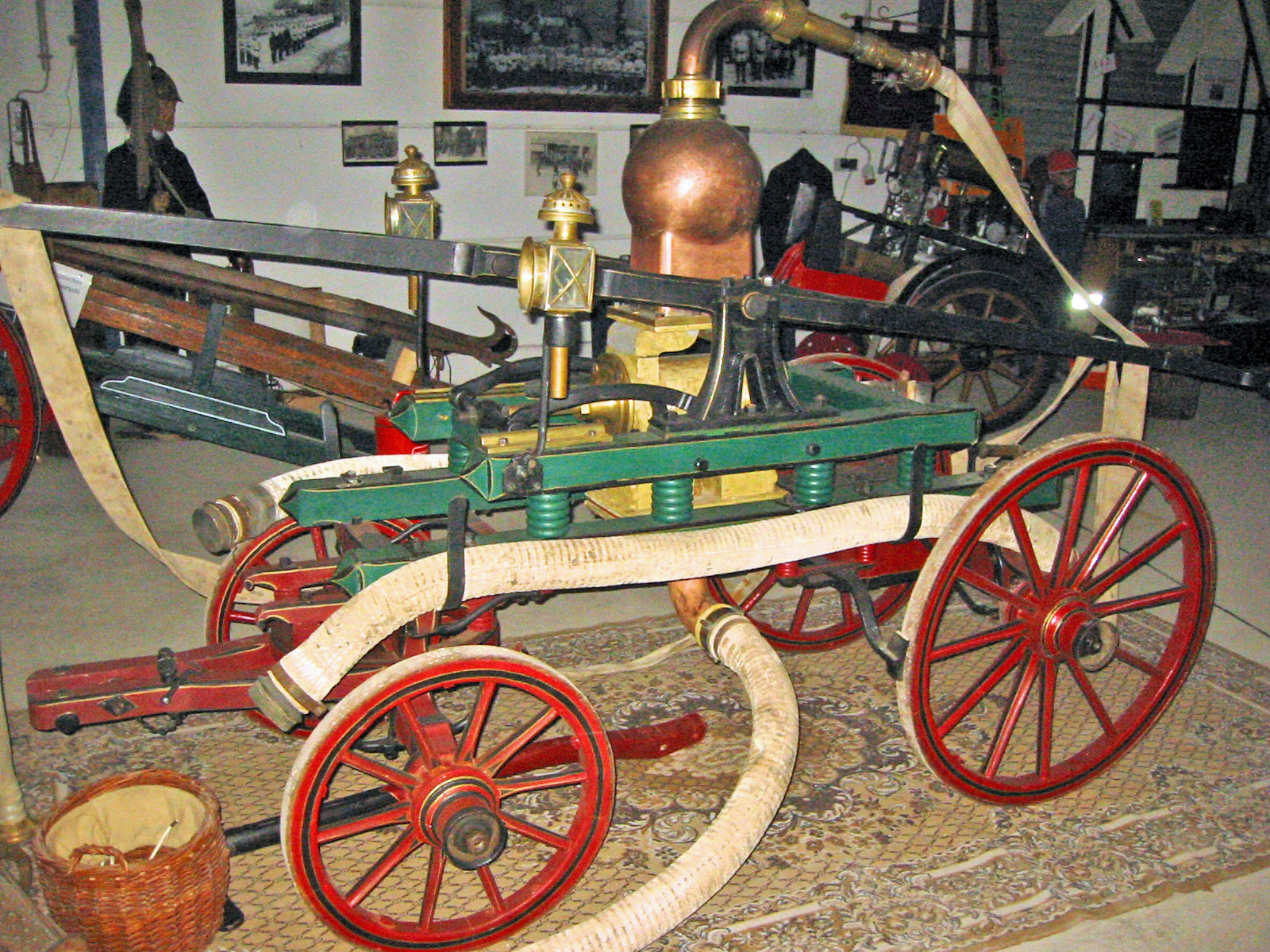
Hydrophore.

## Aujourd'hui
Les pompes à bras ont été utilisées jusqu'au début du XXe siècle. À partir de ce moment-là, l'apparition de pompes à moteurs (motopompes) ainsi que le changement de tactique d'intervention a définitivement sonné le glas des pompes à bras. Ces magnifiques engins ont été souvent détruits. Certains ont été placés dans des musées, comme celui-du château de Savigny-lès-Beaune ou celui de Saint-Aubin. Plusieurs sont aujourd'hui encore en état de marche.